# Phylis Smith
Phylis Smith (née le 29 septembre 1965 à Birmingham) est une athlète britannique spécialiste du 400 mètres. 

## Carrière

### Palmarès
| Date | Compétition           | Lieu      | Résultat | Épreuve               | Performance   |
| ---- | --------------------- | --------- | -------- | --------------------- | ------------- |
| 1992 | Jeux olympiques d'été | Barcelone | 8e       | 400 mètres            | 50 s 87       |
| 1992 | Jeux olympiques d'été | Barcelone | 3e       | Relais 4 × 400 mètres | 3 min 24 s 23 |
| 1993 | Championnats du monde | Stuttgart | 3e       | Relais 4 × 400 mètres | 3 min 23 s 41 |
| 1994 | Championnats d'Europe | Helsinki  | 3e       | 400 mètres            | 51 s 30       |
| 1994 | Championnats d'Europe | Helsinki  | 4e       | Relais 4 × 400 mètres | 3 min 24 s 14 |

### Records
| Épreuve    | Performance | Lieu      | Date        |
| ---------- | ----------- | --------- | ----------- |
| 400 mètres | 50 s 87     | Barcelone | 5 août 1992 |